# Eritema malar

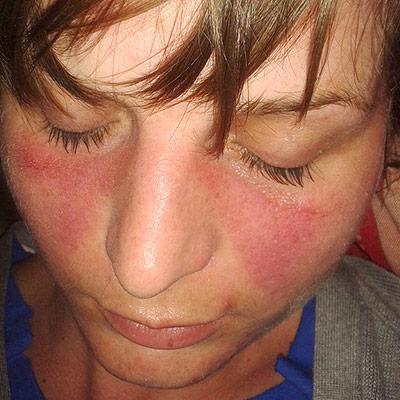
Eritoma malar causado por lúpus eritematoso.

É uma lesão eritematosa fixa em região malar, plana ou em relevo, característica da doença lupus. É uma vermelhidão clara que se estende simetricamente do nariz até às bochechas.